# Allan Karlsson
Allan Karlsson (1911 – 1991) è stato un fondista svedese.

## Biografia
Nato nel 1911 e morto nel 1991, Karlsson ai Mondiali del 1934 a Sollefteå vinse la medaglia di bronzo nella staffetta 4x10 km con Arthur Häggblad, Lars-Theodor Jonsson e Nils-Joel Englund con il tempo di 2:53:07. Furono superati dalla nazionali tedesca (argento) e finlandese (oro). Nel 1939 vinse il titolo nazionale nella 50 km.

## Palmarès

### Mondiali
- 1 medaglia:
  - 1 bronzo (staffetta a Sollefteå 1934)

### Campionati svedesi
- 1 oro (50 km nel 1939)[senza fonte]